# Иоанн Устюжский
Иоанн Устюжский (ум. 29 мая 1494) — святой, устюжский юродивый.
Родился близ Троице-Гледенского монастыря в селе Пухово. Его родители Савва и Мария были богатыми земледельцами, переселились в городок Орлец на реке Юг. Около 1480 года овдовев, мать постриглась в Орловском женском монастыре под именем Наталья и стала в нем игуменьей.  
После смерти матери, стал юродствовать в Устюге. Еще при жизни удостоился дара чудотворений, умер молодым 29 мая 1494 года и был погребен близ Успенского собора. Впоследствии над его мощами была построена деревянная церковь, а в 1656 — 1663 гг. каменный собор его имени. На месте рождения в селе Пухово были построены часовня, деревянный (1674 г.) и каменные храмы (1760 — 1764 гг.). Сюда в Духов день совершался крестный ход от Гледенского монастыря.
Канонизирован Макарьевским собором в 1547 году. Православная церковь празднует память блаженного Иоанна Устюжского 29 мая (11 июня) шестеричным богослужением.

## Исследования
- Власов А. Н. Житийные повести и сказания о святых юродивых Прокопии и Иоанне Устюжских. СПб., Изд. Олега Абышко, 2010, 640 с.